# Tomosvaryella leimonias
Tomosvaryella leimonias är en tvåvingeart som först beskrevs av Perkins 1905.  Tomosvaryella leimonias ingår i släktet Tomosvaryella och familjen ögonflugor. Inga underarter finns listade i Catalogue of Life.